# Завокзальный (Нальчик)
Завокзальный (также СКЭП) — исторический район в городе Нальчик, столицы Кабардино-Балкарской Республики Российской Федерации.
Не является административным районом и представляет собой промышленную зону и преимущественно частный сектор застройки.

## Топоним
Название происходит от положения района относительно Центра и железнодорожного вокзала. Альтернативное название происходит от акронима завода СевКавЭлектроПрибор (СКЭП), который был расположен на севере района.

## География
Расположен на северо-востоке от центра города. 

ТРЦ Дея

Не имеет документально определённых границ и определяется исходя из застройки. Приблизительные границы района на текущий момент:
- на северо-востоке граничит с районом Аэропорт (улица Идарова);
- на северо-западе граничит с районом Богданка (улица Хмельницкого, улица Кирова, улица Мальбахова);
- на юге граничит с районом Центр (железнодорожные пути от улицы Мальбахова до Кабардинской улицы);
- на востоке граничит с районом Телемеханика (Кабардинская улица).

## История
Район образован в конце 1930-х годов как посёлок при возводимых заводах и промышленных предприятиях.
В период с 1975 по 1990 год входил в Октябрьский район Нальчикского городского совета.

## Инфраструктура
Ранее на Завокзальном функционировал завод «СевКавЭлетроПрибор», «СевКавЭлектронМаш» (СКЭМ), завод минеральных вод, стекольный завод, Нальчикская макаронная фабрика, промышленные здания которого располагаются на территории района и поныне.
В нынешнее время в данном районе располагаются:
- кондитерская фабрика «Нальчик-Сладость»;
- Нальчикский машиностроительный завод (НМЗ);
- СевКавЭлетроРемонт (СКЭР);
- Нальчикская нефтебаза;
- котельная «Завокзальная»;
- торговый центр «Дея»;
- Александровский оконный завод.